# 야마군

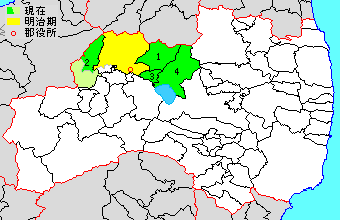
야마 군의 위치

야마군(일본어: 耶麻郡, やまぐん)은 일본 후쿠시마현 서부(이와시로국)의 군이다.
인구 22,724명, 면적 986.88km², 인구밀도 23명/km².(2025년 3월 1일, 추계인구)
이하 3정 1촌으로 구성된다.
- 이나와시로정(猪苗代町)
- 니시아이즈정(西会津町)
- 반다이정(磐梯町)
- 기타시오바라촌(北塩原村)

## 역사
- 2006년 1월 4일 - 아쓰시오카노 촌·시오가와 정·야마토 정·다카사토 촌이 기타카타 시와 합병해 기타카타시가 성립, 군에서 이탈하였다.